# Arachnis (Orchideen)
Die Pflanzengattung Arachnis gehört zur Familie der Orchideen (Orchidaceae). Die etwa 15 Arten wachsen epiphytisch vom tropischen Asien bis Malesien. Verwendet wurden die Arachnis-Arten – besonders Arachnis hookeriana – häufig zur Züchtung von Orchideenhybriden für die Schnittblumenproduktion.

## Beschreibung

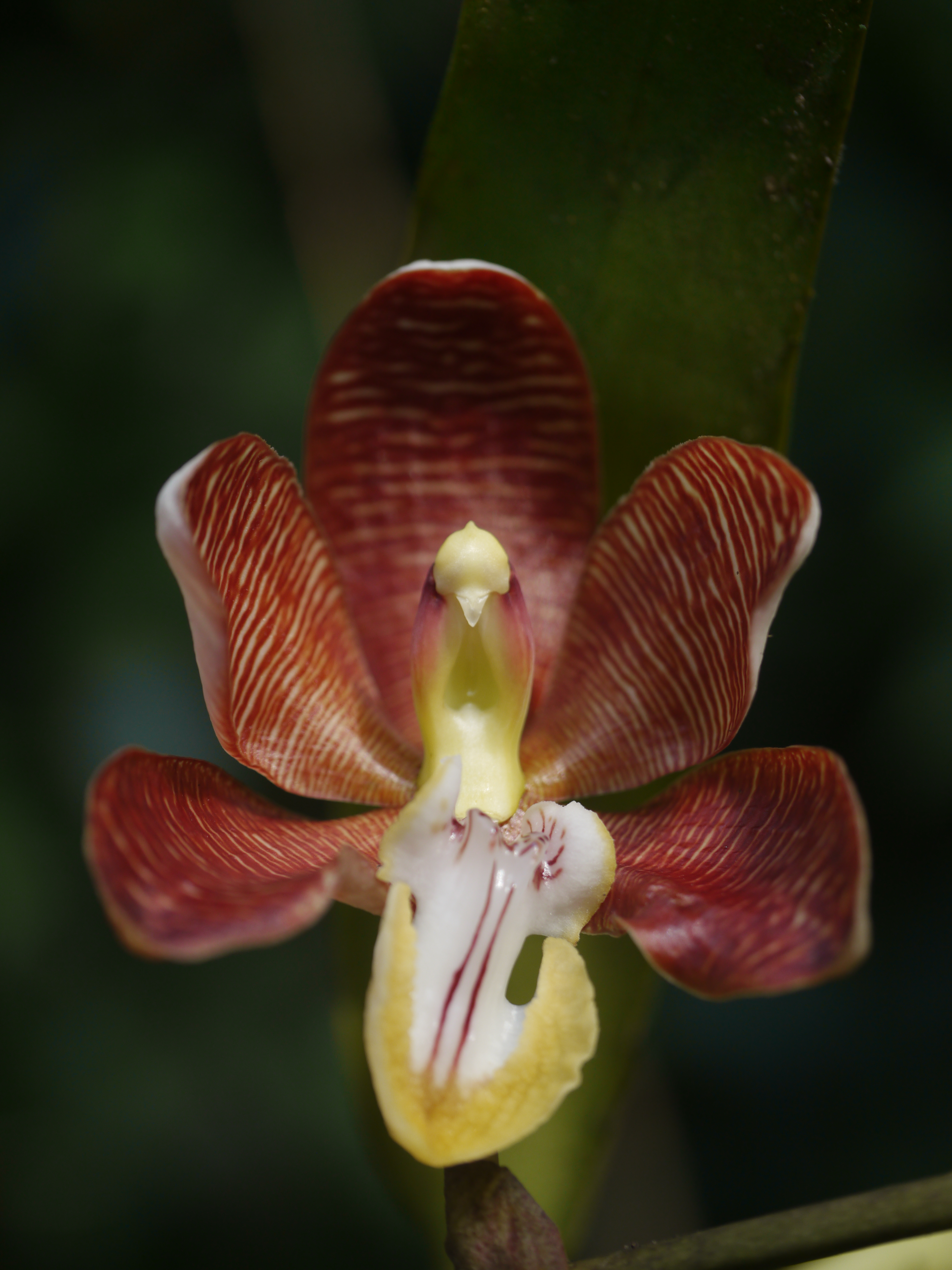
Blüte von Arachnis cathcartii

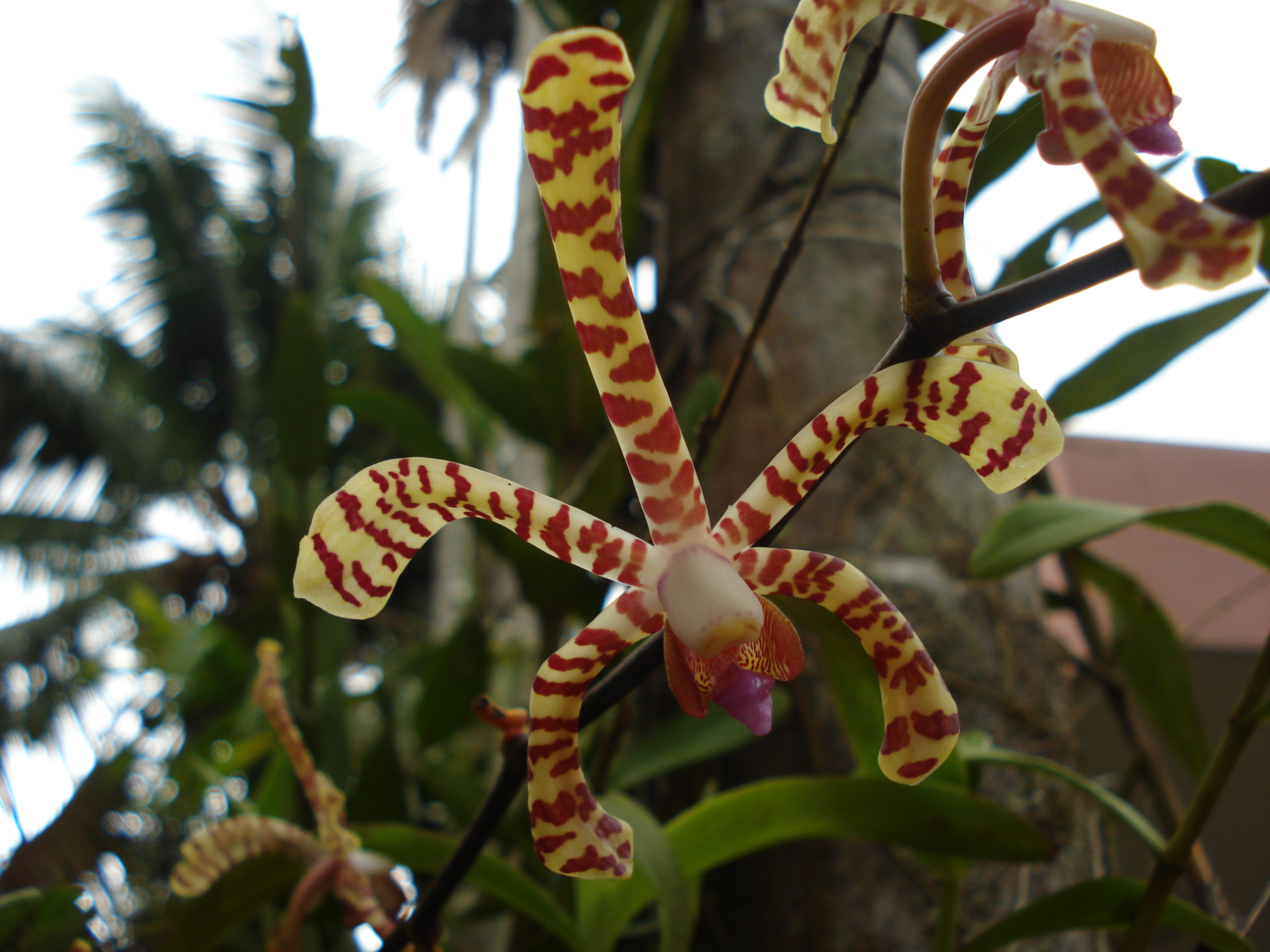
Arachnis flos-aeris

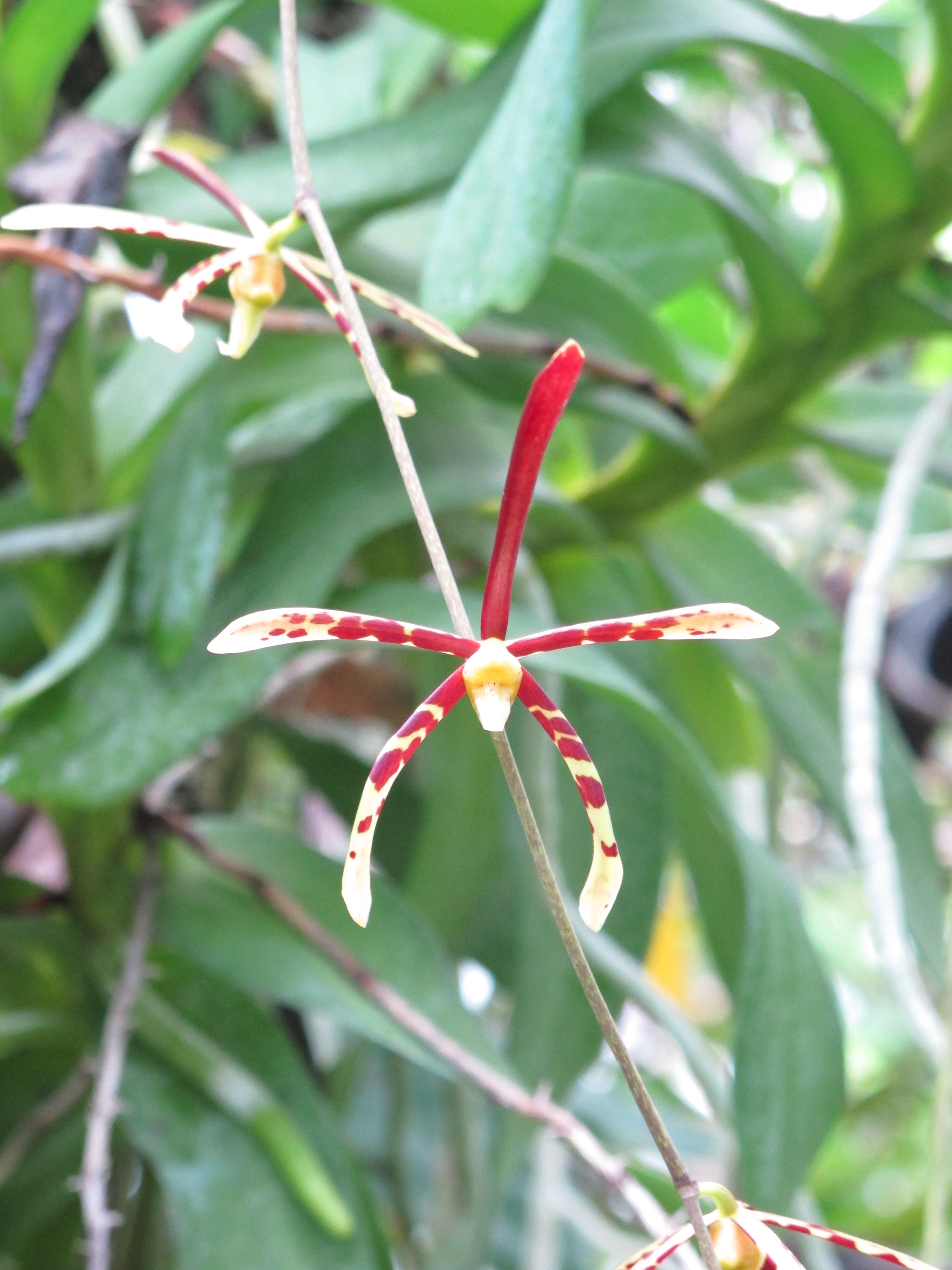
Arachnis longisepala

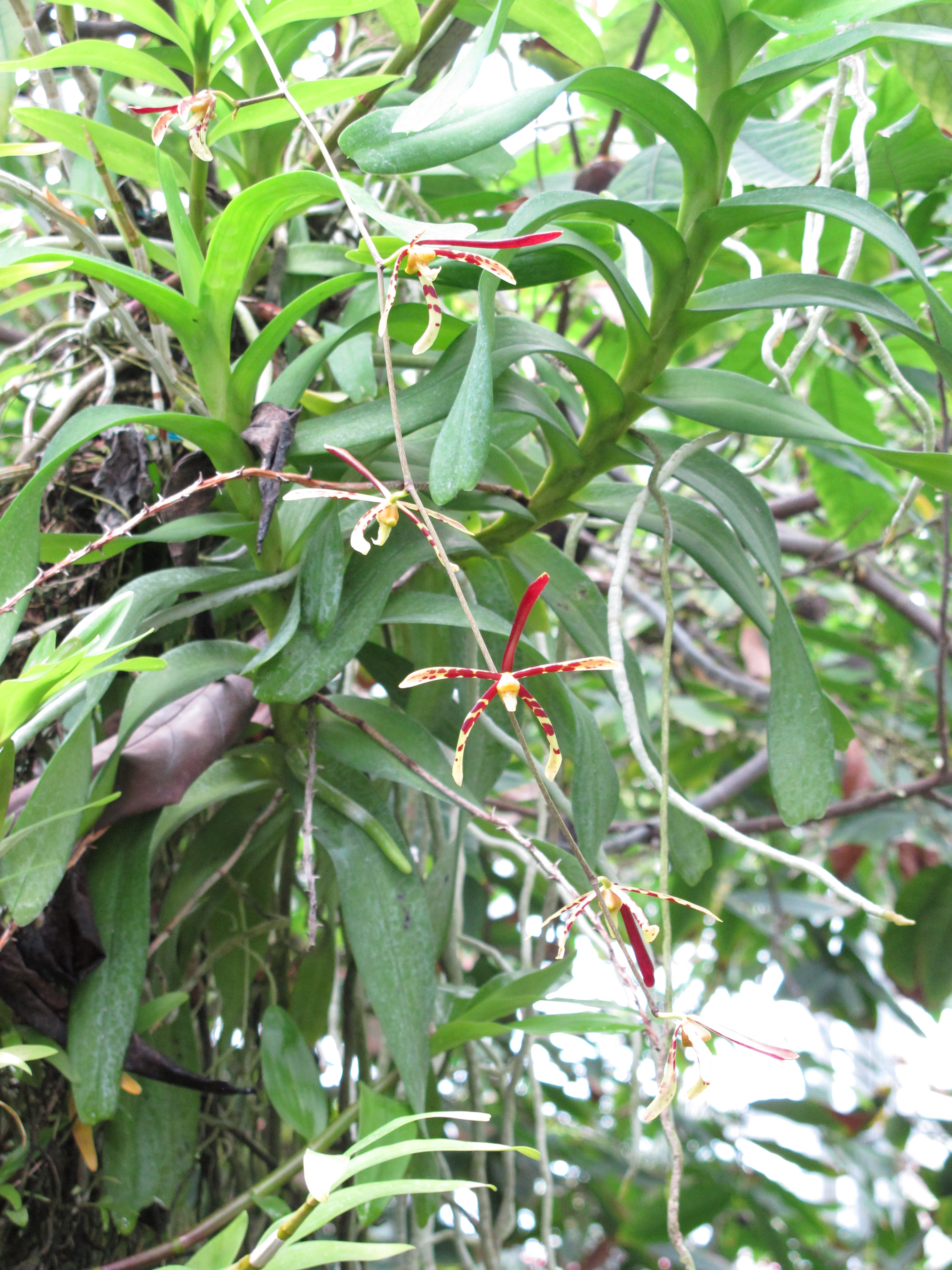
Habitus. Laubblätter und Blütenstand von Arachnis longisepala

### Vegetative Merkmale
Die Arachnis-Arten wachsen als ausdauernde krautige Pflanzen. Sie wachsen monopodial mit gelegentlichen Verzweigungen. Die Sprossachse ist oft lianenartig gestreckt, bei einigen Arten sind die Internodien nicht so lang und die Sprossachse wächst aufrecht oder überhängend. Die Wurzeln befinden sich meist verteilt längs der Sprossachse, gelegentlich nur im unteren Bereich.
Die Laubblätter sind wechselständig und zweizeilig angeordnet. Die Blattspreiten sind lang-oval bis bandförmig, durch eine eingezogene Spitze etwas zweilappig.

### Generative Merkmale
Die traubigen oder rispigen Blütenstände entspringen seitlich aus den Blattachseln im oberen Bereich der Sprossachsen und überragen meist die Laubblätter.
Die zwittrigen Blüten sind zygomorph und dreizählig. Die Blütenhüllblätter sind nicht miteinander verwachsen, weit ausgebreitet und von fleischiger Textur. Bis auf die Lippe sind die Blütenhüllblätter einander gleich geformt – sehr schmal verkehrt-eiförmig oder spatelförmig. Die kleine Lippe bildet an der Basis einen Sporn und ist an dieser Stelle gelenkig mit der kurzen Verlängerung der Säule (Säulenfuß) verwachsen. Die Spreite der Lippe ist dreilappig, wobei die kleinen seitlichen Lappen aufrecht stehen und der mittlere Lappen mit einem längs verlaufenden Kallus besetzt ist. Am Ende der kurzen, kompakten Säule befindet sich das Staubblatt mit vier Pollinien in zwei Paaren.

## Standorte
Es sind epiphytisch wachsende Pflanzen immerfeuchter und saisonal trockener tropischer Wälder.

## Systematik und Verbreitung
Die Gattung Arachnis wurde 1825 durch Carl Ludwig Blume in Bijdragen tot de Flora van Nederlandsch Indie, Band 8, Seite 365 aufgestellt. Der Gattungsname Arachnis leitet sich vom griechischen Wort arachne für „Spinne“ ab und bezieht sich auf die Form der Blüte. Synonyme für Arachnis Blume sind: Esmeralda Rchb. f., Armodorum Breda, Arachnanthe Blume, Arhynchium Lindl.
Die Gattung Arachnis wird zur Subtribus Aeridinae gezählt. Kreuzungen mit zahlreichen verwandten Gattungen, wie Ascocentrum, Phalaenopsis, Renanthera und Vanda wurden realisiert.
Die Arten der Gattung Arachnis sind vom tropischen Asien bis Malesien verbreitet. Im Nordwesten reicht das Verbreitungsgebiet bis nach Bhutan und Sikkim, nach Südosten wird Südchina, Hinterindien, die Philippinen und Borneo besiedelt, das Areal reicht bis Neuguinea und die Salomonen.
Es gibt etwa 15 Arachnis-Arten:
- Arachnis annamensis (Rolfe) J.J.Sm. (Syn.: Arachnis evrardii (Guillaumin) Tang & F.T.Wang): Sie kommt in Kambodscha und im südlichen Vietnam vor.[2]
- Arachnis bella (Rchb. f.) J.J.Sm.: Sie kommt von Nepal bis Yunnan vor.[2]
- Arachnis bouffordii Ormerod: Sie wurde 2014 aus Hainan erstbeschrieben.[2]
- Arachnis calcarata Holttum: Sie kommt auf Borneo in Sabah sowie Sarawak vor.[2]
- Arachnis cathcartii (Lindl.) J.J.Sm.: Sie kommt vom östlich-zentralen und östlichen Himalaja bis Assam vor.[2]
- Arachnis flos-aeris (L.) Rchb. f. (Syn.: Arachnis moschifera Blume, Arachnis flos-aeris var. gracilis Holttum): Sie kommt in Kambodscha, Thailand, im westlichen Malesien und auf den Philippinen vor.[2]
- Arachnis grandisepala J.J.Wood: Sie wurde 1981 aus dem nördlichen Borneo erstbeschrieben.[2]
- Arachnis hookeriana (Rchb. f.) Rchb. f. (Syn.: Arachnis alba (Ridl.) Schltr.): Sie kommt in Malaysia, Vietnam und Borneo vor.[2]
- Arachnis labrosa (Lindl. & Paxton) Rchb. f. Es gibt seit 2009 zwei Varietäten:[2]
  - Arachnis labrosa var. labrosa: Sie kommt vom östlichen Himalaja bis Okinawa vor.[2]
  - Arachnis labrosa var. zhaoi (Z.J.Liu, S.C.Chen & S.P.Lei) S.C.Chen & J.J.Wood (Syn.: Arachnis zhaoi Z.J.Liu, S.C.Chen & S.P.Lei): Sie kommt in Assam (nur in Nagaland) und Hainan vor.[2]
- Arachnis limax Seidenf.: Sie kommt in Thailand vor.[2]
- Arachnis longisepala (J.J.Wood) Shim, Soón & A.L.Lamb: Sie kommt nur im nördlichen Borneo vor.[2]
- Arachnis senapatiana (Phukan & A.A.Mao) Kocyan & Schuit.: Dieser Endemit kommt in Assam nur in Manipur vor.[2]
- Arachnis seramensis (Ormerod) R.Rice: Dieser Endemit kommt auf der Molukkeninsel Seram vor.[2]
- Arachnis siamensis (Schltr.) Tang & F.T.Wang: Sie kommt in Thailand, Myanmar und Vietnam vor.[2]
- Arachnis sulingi (Blume) Rchb.f.: Sie kommt von Sumatra bis Bali vor.[2]

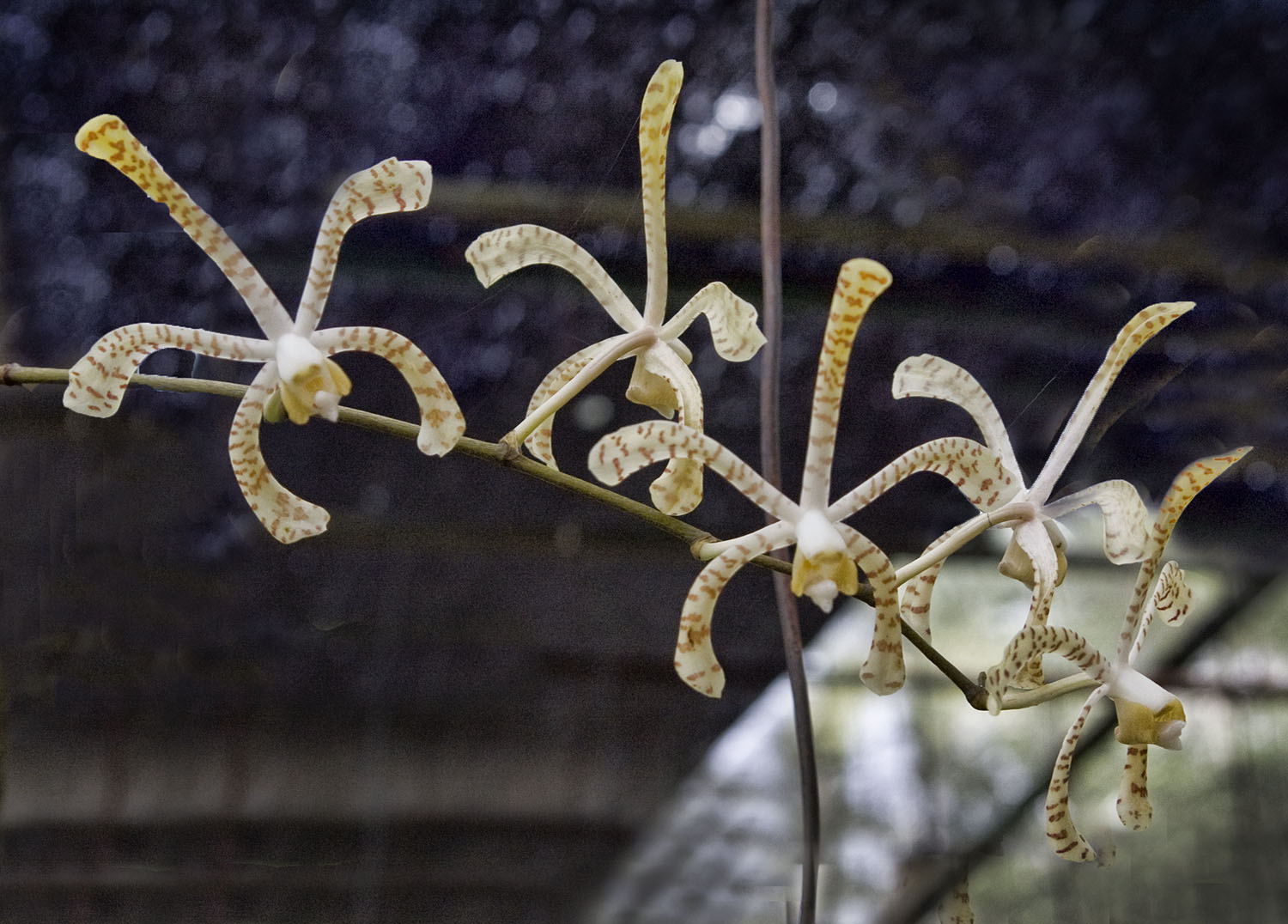
Blütenstand von Arachnis ×maingayi

Die Naturhybride aus Arachnis flos-aeris × Arachnis hookeriana wird Arachnis ×maingayi (Hook. f.) Schltr. genannt und kommt von Vietnam bis ins westliche Malesien vor.
Nicht mehr zur Gattung Arachnis gerechnet werden:
- Arachnis beccarii Rchb. f. → Dimorphorchis beccarii (Rchb. f.) Kocyan & Schuit.
- Arachnis breviscapa (J.J.Sm.) J.J.Sm. → Dimorphorchis breviscapa (J.J.Sm.) Kocyan & Schuit.
- Arachnis celebica (Schltr.) J.J.Sm. → Dimorphorchis breviscapa (J.J.Sm.) Kocyan & Schuit.
- Arachnis longicaulis (Schltr.) L.O.Williams → Dimorphorchis breviscapa (J.J.Sm.) Kocyan & Schuit.